# Aluminio del Caroní
CVG Aluminio del Caroní (Alcasa) es una industria básica del estado venezolano actualmente paralizada, tutelada antes por la Corporación Venezolana de Guayana inicia operaciones en 1967 y desde 2015 pasa a la Corporación Nacional del Aluminio S.A. (Corpoalum), que produce y comercializa el aluminio en su estado primario, así como cilindros y productos laminados de este metal. La planta está ubicada en la zona industrial de Matanzas en Puerto Ordaz, estado Bolívar
Fue creada el 14 de octubre de 1967 al inaugurarse la primera etapa de la Línea I de reducción. La empresa acumula desde hace varios años pérdidas y tiene desde finales de 2015 un patrimonio negativo de -21.045.547.187 Bs. En marzo de 2019 paralizó sus operaciones  tanto Alcasa como Venalum por falta de capitales de inversión. Durante los cuatro primeros meses de 2021 la producción ha sido nula

## Historia
El 14 de octubre de 1967 marca el inicio de las operaciones de CVG Alcasa, empresa mixta por tener capital Reynolds Metals Co.(51%) y C.V.G. (49%) para producir aluminio, con tecnología provista por la Reynolds Metal Co. al inaugurarse la primera etapa de la Línea I de celdas de reducción con una producción inicial de 10 mil toneladas métricas anuales. En 1968 se da inicio al proceso de ampliación que culmina en 1970 con la instalación de la II etapa de la Línea I, incrementando su capacidad a 22 500 toneladas métricas anuales de aluminio.
Con esta segunda etapa de ampliación también arranca la planta de laminación de aluminio (ALCASA 1967) con una capacidad de producción de 13.000 TMA. de láminas "blandas". En 1976 mediante una negociación entre Reynolds Metals Co. y el Fondo de Inversiones de Venezuela FIV. ,la planta de papel aluminio propiedad de Reynolds Metals Co. ubicada en Guacara, estado Carabobo, pasó a ser propiedad de Alcasa con una producción 3.700 TMA de papel aluminio. En 1986 se pone en marcha la ampliación de Alcasa-Guacara de 3.000 TMA adicionales para alcanzar 6.000 TMA , en esta oportunidad la planta mediante la producción de lámina en rollos por Colada Continua se autoabastece, hasta esa fecha recibía rollos de aluminio desde Alcasa-Guayana y de importación. 
El 23 de diciembre de 2009 Hugo Chávez dio la orden de clausurar y desmantelar las viejas Líneas I y II de Alcasa con sus casi 200 celdas de reducción electrolíticas debido a la crisis energética por la que pasaba el país. Se liquidaron más de 250 mil toneladas/año de aluminio de producción, porque una celda nunca se puede apagar pues se daña irremisiblemente y hay que reconstruirla totalmente desde cero a un costo enorme.
Varios técnicos de Venalum elaboraron un informe técnico que le entregaron a varios ministros para que llegara a Chávez. No solo advertían de la magnitud del daño sino que ofrecían una solución parcial: no apagarlas del todo y aunque no usaran toda la energía eléctrica necesaria para producir se mantuvieran con un encendido mínimo para no perderlas. La respuesta de Chávez fue: «Cumplan la orden de apagar todo lo que ordené». La orden se ejecutó el 28 de diciembre de 2009, aprovechando la movilización de la fecha, con miles de trabajadores en vacaciones para protestar, los gerentes apagaron todo. En las semanas siguientes se desmantelaron las máquinas e instalaciones de las Líneas I y II de Alcasa. Dos galpones quedaron vacíos.
La Crisis energética del 2019 afectó mucho a la industria. Alcasa tenía para finales de febrero del 2019, apenas catorce celdas activas de las 386 que le quedaban de las líneas III y IV, un 3% aproximadamente de su capacidad instalada, pero con el apagón del 7 de marzo quedaron inoperativas. Para marzo de 2019 quedó paralizada sus operaciones , más de 5 000 trabajadores activos del sector están cobrando sin trabajar, en octubre de 2020 llegó las denuncias que se empezó a desmantelar las celdas de las líneas de producción III y IV, La empresa Venalum ha corrido la misma suerte con sus más de 600 trabajadores.
En septiembre de 2020 Se concluye la instalación del laminador con créditos del Fondo Chino una inversión que no ha ayudado de mucho al no haber el insumo para laminar ni hacer perfiles y que trabaja al 10% de su capacidad de producción. Para abril de 2021 los problemas de escasez de aluminio continúan y tienen los laminadores Bliss, United, el Clecim-Cosim y la extrusora están inoperativos y sin esperanzas de una reactivación. “El Clecim-Cosim tiene cinco años que no lamina una hojita dice el secretario de trabajo Henry Arias, y el problema es la falte del insumo básico Desde finales de diciembre de 2020 la "Federación Bolivariana de trabajadores" ha venido desmontando unas 384 celda electrolíticas de Alcasa de la línea III y IV, otras empresas que trabajan con aluminio como Alucasa, Cabelum y Rualca están siendo afectadas por la falta de materia prima que proporcionaba Venalum y Alcasa bajo el pretexto de instalar un laminador que para junio no funcionaba, ese mes el ministro de industrias autorizó desmontar 360 celdas de la empresa Venalum.
En 2025 explicó el economista José Luis Alcocer que desde 2019 han transcurrido cinco años y más de treinta mil trabajadores de las empresas básicas se encuentran en sus casas porque las empresas casi no funcionan, empresas como  Alcasa, que era la principal productora de aluminio, no está produciendo nada, Venalum apenas se encuentra produciendo el 15 por ciento de su capacidad. Sidor el mes de marzo, que acaba de concluir, no produjo nada y hasta comienzos de año venía funcionando al 5 por ciento de su capacidad instalada.

## Productos
CVG Alcasa elabora los siguientes productos a base de aluminio:
- Cilindros para extrusión.

- Láminas blandas.

- Foil (papel aluminio).

- Lingotes de aluminio.

- Planchones para laminación.

A principios del siglo XXI la empresa destinaba el 60% de su producción al mercado internacional, en tanto que el restante 40% era para el consumo de la industria nacional transformadora aguas abajo. Actualmente la empresa afirma en su presentación oficial de dedicar 100% al mercado nacional de acuerdo con la disposición del gobierno y de hecho no había ventas al exterior en los años 2013 y 2014. En 2015 se retomaban las exportaciones, también respondiendo a una demanda del gobierno.

## Operaciones
A principios del siglo XXI CVG Alcasa operaba con tres líneas de reducción: I, III y IV, para una producción anual de aluminio primario en el orden de las 185 000 toneladas métricas de aluminio. Dentro de sus proyectos inmediatos tenía en estos años previsto lograr de nuevo su capacidad nominal de reducción de 210 000 toneladas métricas anuales con la reactivación de la Línea II en el año 2003. Desde 2016 CVG Alcasa informa en su página web que actualmente opera con solo dos Líneas de Reducción (Línea III y Línea IV). Por muchos años se anunciaba la construcción de una Línea V, incluida también en la ley de presupuesto de los años 2004 y 2005, que nunca se realizó. La producción anual de aluminio primario cayó de 180 680 toneladas en el año 2007 a 28 536 toneladas en el año 2015 (70% de la planificación). desde 2019 la producción de Alcasa está en cero así lo expresó el secretario de Trabajo y Reclamo del Sindicato de Trabajadores de Alcasa, Henry Arias. Sus 396 celdas fueron desmanteladas a finales de 2020 bajo el argumento de que instalarían un laminador -incompleto Sus áreas operativas son Planta de Carbón, Planta de Reducción, Planta de Fundición y Planta de Laminación. Sus productos, lingotes de 454 kilogramos y 22.5 kilogramos, cilindros para la extrusión y planchones para laminación de hasta 8 toneladas.

## Capital
A principios del siglo XXI el capital accionarial estaba constituido por un 92% de la Corporación Venezolana de Guayana y el 8% de la empresa norteamericana Alcoa. Actualmente 99,28% de las acciones pertenecen a la Corporación Nacional del Aluminio S.A. (Corpoalum), 0.15% a la CVG Ferrominera del Orinoco y 0,57% a Reynolds Internacional Panamá. La Corporación Nacional del Aluminio fue creada el año 2009, pero solo fue activada en 2015 y continua con las acciones de la Corporación Venezolana de Guayana.